# Entemena

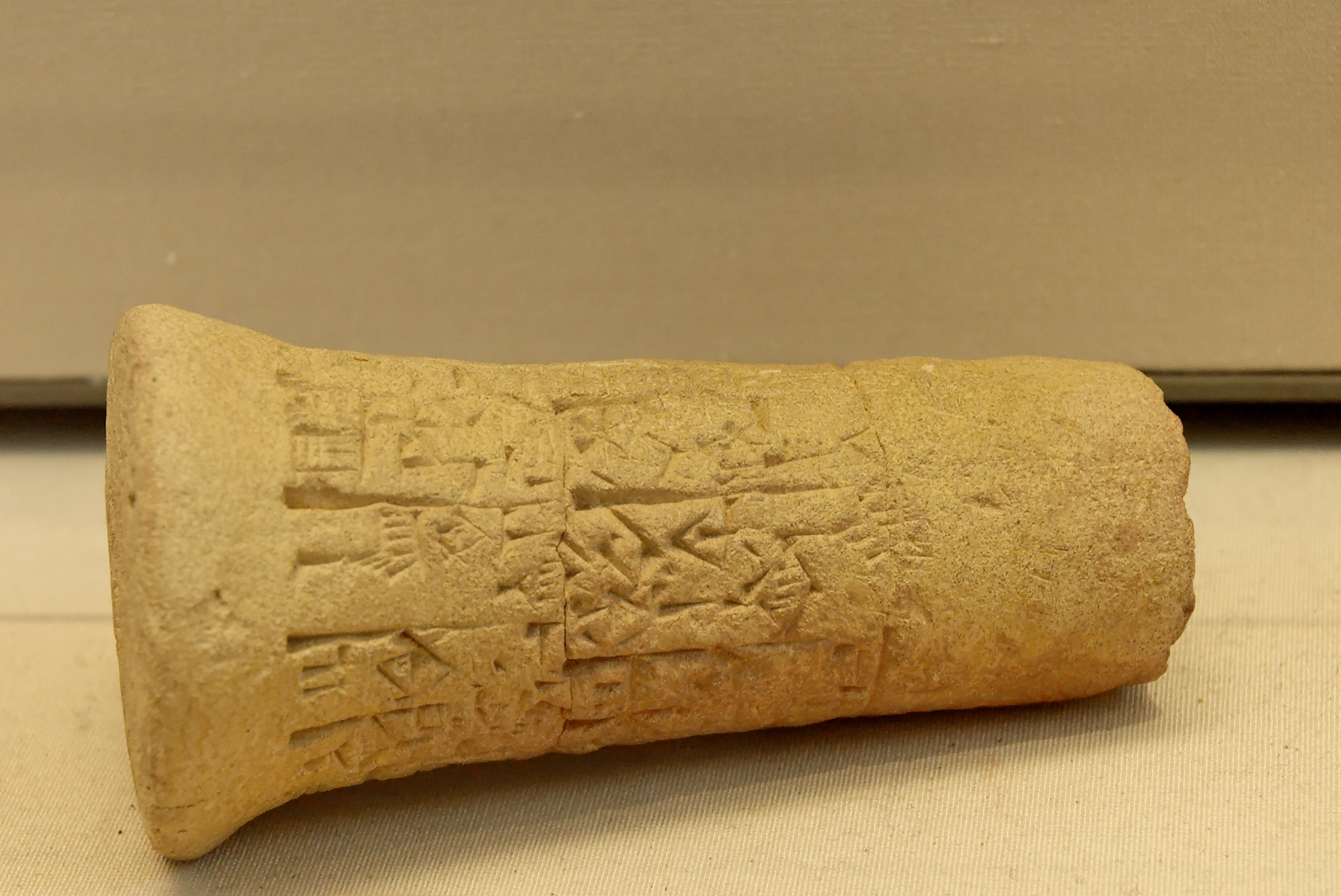
Entemena alapköve a Lugalkigiseduduval kötött testvérségről, a legrégibb ismert diplomáciai „okirat”

Entemena (i. e. 2400 körül) az ókori sumer városállam, Lagas uralkodója, enszije, I. Enannatum fia, Éannatum unokaöccse volt. Folytatta a már elődei által is vívott Umma elleni határháborút, ami mindig kiújult, mivel Umma nem fogadta el a néhány generációval korábban, Meszilim, Kis királya által kijelölt Umma és Lagas közötti határokat. Entemena legyőzte Urlumma, Umma enszije seregét. Ezt kihasználva Ummában Zabalam város sanguja (papfejedelem) szerezte meg az ensziséget Ummában, aki ellen Entemenának újra harcba kellett szállnia. Győzött, és a környék ura lett.
A harcban szövetségese volt Uruk enszije, Lugalkigisedudu, akivel „testvérséget” kötött. Lugalkigisedudu – vagy más olvasat szerint Lugalkiginedudu – szerepel a sumer királylistán és viselte a Kis királya címet.